# 76.2mmダヴィドカ迫撃砲

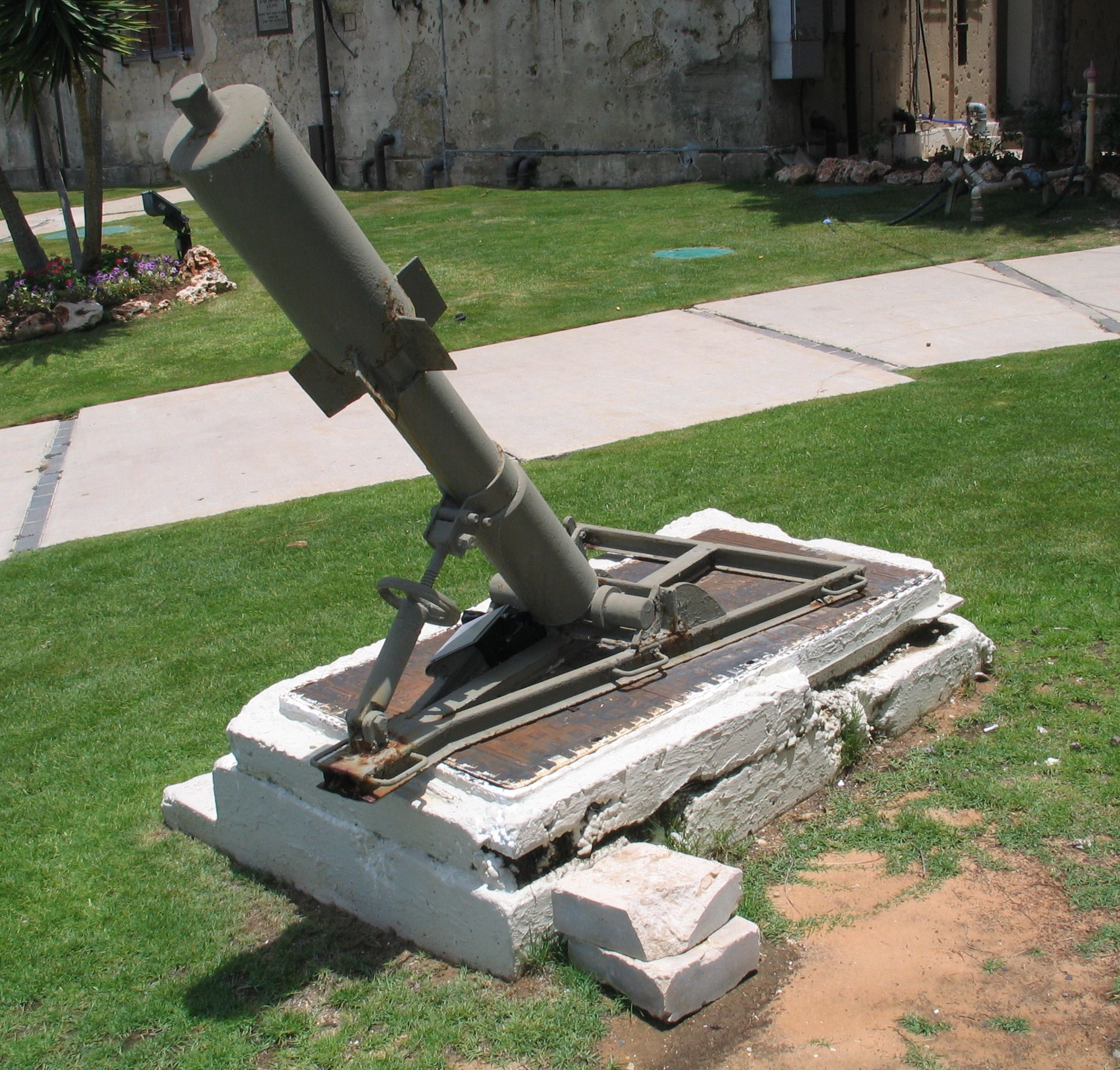
Davidka mortar on display at the Givati Museum, Israel.

76.2mmダヴィドカ迫撃砲（ヘブライ語：דוידקה）、とはイスラエル製の迫撃砲である。
1948年の第一次中東戦争の初期にツファットとエルサレムで使用された。
スピガット・モーターと呼ばれる方式の迫撃砲で弾頭は口径よりも大きく、口径3インチ(76.2 mm)で40Kgの砲弾を飛ばすことが出来、 大きな威力を発揮したが射撃精度は低かった。
それでもアラブ軍に対して戦果をあげた。
この兵器は巨大なゴリアテとのダビデ王の戦いにちなんで、「小柄なダビデ」を意味する「ダヴィドカ」と命名された。
巨大なアラブ連合に対する小さいイスラエルに対する賛辞であると言われているが、
本当はこの武器を設計したDavid Leibowitchの名前から取られている。
1947～48年の冬に、イスラエル・ミリタリー・インダストリーズの前身となるユダヤ国防組織ハガナーのための武器密造組織の手によりホロンのイスラエル農学校で設計、開発された。
1948年3月13日にヤッファのアブカビール近所への攻撃において、初めてダヴィドカ迫撃砲が使用された。
最も活躍したのは1948年5月9～10日の夜のシタデルの解放であった。
全部で6門が製造され三個旅団に2門ずつ配備された。
現在では全て退役して記念碑としてイスラエル各地に展示されている。